# Bert van Apeldoorn
Lambertus Johannes van Apeldoorn (IJlst, 13 december 1886 – Den Haag, 15 augustus 1979) was vanaf 1921 hoogleraar rechtsgeschiedenis en inleiding tot de rechtswetenschap aan de Universiteit van Amsterdam.
In 1915 promoveerde Van Apeldoorn aan de Universiteit Utrecht cum laude bij Duco Gerrold Rengers Hora Siccama op het proefschrift De kerkelijke goederen in Friesland. Beschrijving van de ontwikkeling van het recht omtrent de kerkelijke goederen in Friesland tot 1795. In dit omvangrijke proefschrift (ruim 900 pagina's) werd de stelling onderbouwd dat de Reformatie geen verandering had gebracht in de eigendomstoestand van de kerkelijke goederen in Friesland.
In 1932 verscheen de eerste druk van zijn Inleiding tot de studie van het Nederlands recht. Er zouden nog veel herdrukken volgen. De Indonesische vertaling beleefde in 1996 de 26e druk.
Voor de oorlog sympathiseerde Van Apeldoorn in besloten kring al met de Nationaal-Socialistische Beweging (NSB). Vanaf (na)zomer 1940 was hij lid van de NSB en van enkele nationaalsocialistische beroepsorganisaties. Zijn opvattingen leidden tot verschillende incidenten aan de Universiteit van Amsterdam, waaronder het ontslag van privaatdocent H.J. Scheltema en hoogleraar en decaan Derkje Hazewinkel-Suringa, met wie Van Apeldoorn niet op goede voet stond. In 1943 zegde Van Apeldoorn zijn lidmaatschap bij de NSB op.
Op 28 april 1945 werd Van Apeldoorn door de Binnenlandse Strijdkrachten gearresteerd. Hij was zeven maanden geïnterneerd en kreeg daarna huisarrest. Vanwege zijn NSB-lidmaatschap kreeg hij eind 1945 ontslag als hoogleraar met verlies van pensioenaanspraken. Op 4 november 1947 werd hij door het tribunaal van het Bijzonder Gerechtshof veroordeeld tot een lichte straf: verlies van actief en passief kiesrecht, verlies van het recht om openbare ambten te bekleden en verbeurdverklaring van een bedrag van ƒ 7500,-. Reeds in 1950 werd hij in deze rechten hersteld. In 1953 kreeg hij een deel van zijn pensioenaanspraken terug.

## Publicaties
- Inleiding tot de studie van het Nederlandsche recht, 1932